# Beltinci
Beltinci (pronuncia ˈbeːltintsi, in prekmuro Böltinci, in ungherese Belatinc o Belatincz, in tedesco Fellsdorf) è l'insediamento capoluogo comunale di Beltinci, conta 2 400, la maggioranza della popolazione del comune.
La cittadina di Beltinci, posta lungo la riva sinistra del fiume Mura, è un centro agricolo caratterizzato da una vivace attività artigianale. Citato per la prima nel 1322, come possesso del Regno d'Ungheria, conserva un antico castello e la chiesa di San Ladislao.